# Tituly a vyznamenání Filipa Belgického

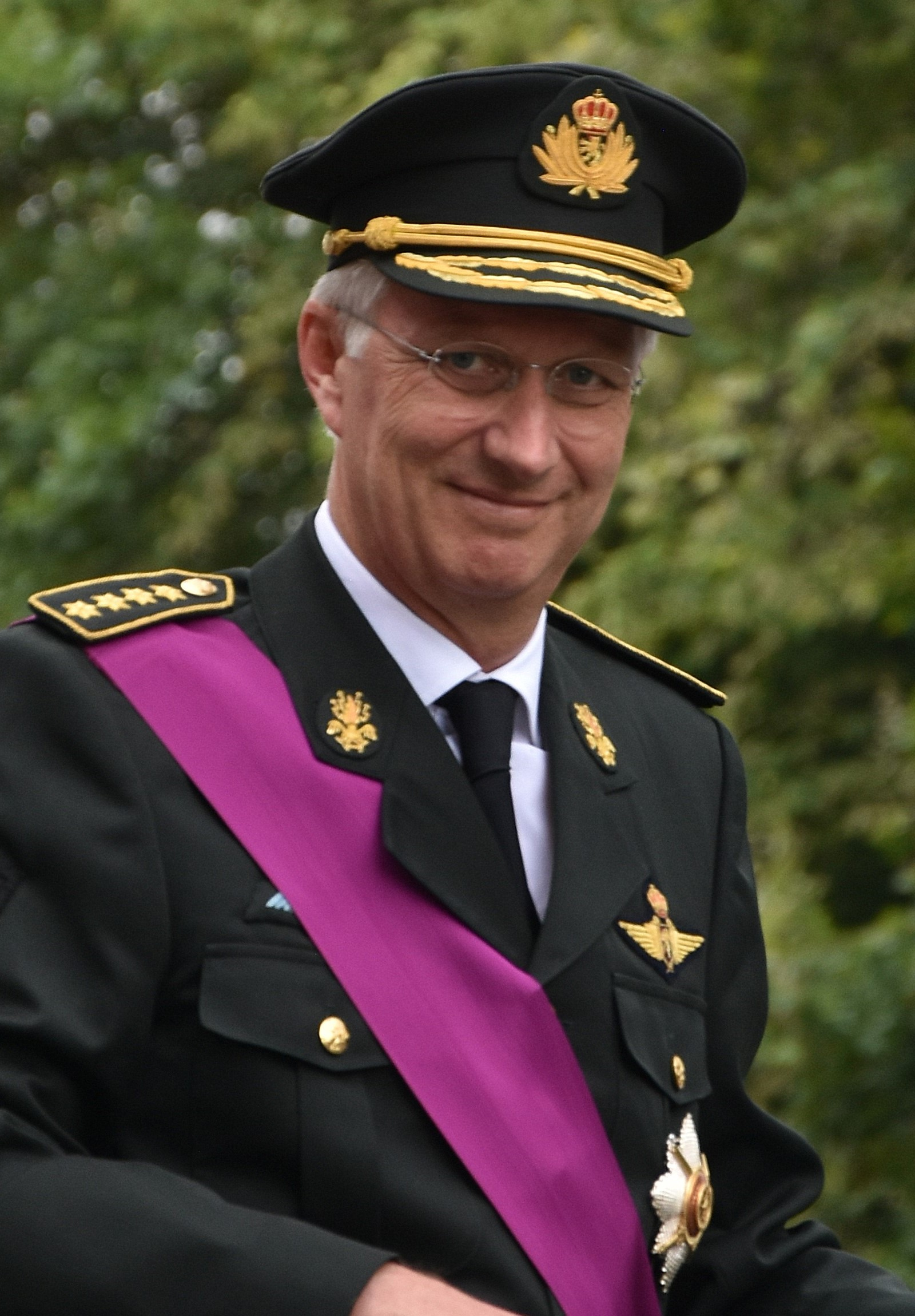
Král Filip Belgický v uniformě s šerpou Řádu Leopolda

Král Belgičanů Filip Belgický obdržel během svého života řadu belgických i zahraničních titulů a vyznamenání. Jakožto král je také velmistrem belgických řádů.

## Tituly
- 15. dubna 1960 – 9. srpna 1993: Jeho královská Výsost princ Filip Belgický
- 9. srpna 1993 – 21. července 2013: Jeho královská Výsost vévoda brabantský
- 21. července 2013 – dosud: Jeho Veličenstvo král Belgičanů

## Vojenské hodnosti
- Belgické letectvo
  - 26. září 1980 – 21. března 1983: podporučík
  - 21. března 1983 – 1. prosince 1989: kapitán
  - 1. prosince 1989 – 5. dubna 2001: plukovník
  - 5. dubna 2001 – 25. března 2010: generálmajor
  - 25. března 2010 – 21. července 2013: generálporučík
  - od 21. července 2013: generál
- Armáda Belgie
  - 26. září 1980 – 21. března 1983: podporučík
  - 21. března 1983 – 1. prosince 1989: kapitán
  - 1. prosince 1989 – 5. dubna 2001: plukovník
  - 5. dubna 2001 – 25. března 2010: generálmajor
  - 25. března 2010 – 21. července 2013: generálporučík
  - od 21. července 2013: generál
- Belgické námořnictvo
  - 5. dubna 2001 – 25. března 2010: divizní admirál
  - 25. března 2010 – 21. července 2013: viceadmirál
  - od 21. července 2013: admirál

## Vyznamenání

Erb Filipa Belgického jakožto rytíře Řádu Isabely Katolické

Erb Filipa Belgického jakožto rytíře Řádu Serafínů

Královský monogram Filipa Beglického a Mathilde Belgické

### Belgická vyznamenání
Od nástupu na belgický trůn 21. července 2013 je velmistrem belgických řádů.
- Řád Leopolda
- Řád africké hvězdy
- Královský řád lva
- Řád koruny
- Řád Leopolda II.

### Zahraniční vyznamenání
- Argentina
  -  velkokříž Řádu osvoboditele generála San Martína – 6. května 1994[1]
- Bolívie
  -  velkokříž Řádu andského kondora – 9. září 1996[1]
- Česká republika
  - Řád Bílého lva – 5. května 2025[2]
- Dánsko
  -  rytíř Řádu slona – 28. května 2002[1][3]
- Finsko
  -  velkokříž Řádu bílé růže – 30. března 2004[1]
- Francie
  -  velkokříž Řádu čestné legie – 6. února 2014
- Japonsko
  -  velkostuha s řetězem Řádu chryzantémy – 9. října 2016[4]
- Jordánsko
  -  řetěz Řádu al-Husajna bin Alího – 18. května 2016[5]
- Lucembursko
  -  rytíř Nasavského domácího řádu zlatého lva – 15. března 1999[1]
- Maďarsko
  -  velkokříž Záslužného řádu Maďarské republiky – 18. dubna 2008[1]
- Německo
  -  velkokříž speciální třídy Záslužného řádu Spolkové republiky Německo – 6. března 2016
- Nizozemsko
  -  velkokříž Řádu nizozemského lva – 28. listopadu 2016
  -  velkokříž Řádu dynastie Oranžsko-Nasavské – 6. května 1993[1]
- Norsko
  -  velkokříž Řádu svatého Olafa – 20. května 2003[1]
- Polsko
  -  rytíř Řádu bílé orlice – 15. října 2015
  -  velkokříž Řádu za zásluhy Polské republiky – 18. října 2004[1]
- Portugalsko
  -  velkokříž s řetězem Řádu prince Jindřicha – 22. října 2018[6]
  -  velkokříž Řádu Kristova – 18. října 2005[1][6]
  -  velkokříž Řádu avizských rytířů – 18. září 1997[6]
- Řecko
  -  velkokříž Řádu cti – 1. února 2005[1]
- Španělsko
  -  velkokříž Řádu Isabely Katolické – 16. května 2000 – udělil král Juan Carlos I.[1][7]
- Švédsko
  -  rytíř Řádu Serafínů – 7. května 2001[1]
- Turecko
  -  Řád Turecké republiky – 4. října 2015 – udělil prezident Recep Tayyip Erdoğan[8]